# Речные мониторы проекта СБ-57
Проект СБ-57 — серия советских речных мониторов, строившихся в 1939—1941 годах на ССЗ «Ленинская кузница» в Киеве. Было заложено 3 корабля, но ни один не был достроен.

## Представители проекта
| Название                                                | Заложен | Спущен     | Участь |
| ------------------------------------------------------- | ------- | ---------- | --- |
| Видлица (до 25 сентября 1940 года — Шилка), зав. № 156  | 12.1939 | весна 1941 | В июле 1941 года выведен на буксире в Запорожье и 18 августа 1941 года передан в распоряжение 12-й армии Юго-3ападного фронта. 19 августа 1941 года ввиду невозможности эвакуации в низовья Днепра по приказу командования армии разоружен и затоплен экипажем. |
| Каховка (до 25 сентября 1940 года — Аргунь), зав. № 157 | 12.1939 | 18.09.1941 | Ввиду невозможности эвакуации в низовья Днепра по приказу командования затоплен в Рыбальском затоне Днепра в районе Киева в районе завода. После оккупации Киева германские специалисты пытались несколько раз поднять корабль, так как она не позволяла использовать судостроительный завод по прямому назначению. Однако им это не удалось и 10 декабря 1944 года «Каховка» поднята РАСО КДФ, но ввиду нецелесообразности достройки сдан «Главвторчермету» для разделки. |
| Волочаевск, зав. № 158                                  | 12.1939 | весна 1941 | В июле 1941 года выведен на буксире в Запорожье и 18 августа 1941 передан в распоряжение 12-й армии Юго-3ападного фронта. 19 августа 1941 ввиду невозможности эвакуации в низовья Днепра по приказу командования армии разоружен и отбуксирован для затопления на середину реки, но был выброшен на левый берег мощной волной, возникшей после взрыва плотины Днепрогэса, а 4 октября 1941 года взорван на берегу саперами 12-й армии, отходившей на восток.               |